# Polyscias myrsine
Polyscias myrsine är en araliaväxtart som beskrevs av Georges Bernardi. Polyscias myrsine ingår i släktet Polyscias och familjen Araliaceae. Inga underarter finns listade.